# 國民革命軍第八軍
國民革命軍第八軍，為中華民國國民革命軍使用之部隊番號，最初為地方省軍易幟部隊使用，中國抗日戰爭時期中央軍化，在國共內戰後又以泰緬孤軍之事蹟受外界所知。

## 沿革
1926年6月，由唐生智指揮的湖南陸軍第四師與新桂系部隊葉琪旅何編為國民革命軍第八軍，唐生智任軍長，刘文岛任党代表兼前敌总指挥部政治部主任，第2师师长何健，第3师师长李品仙，第4师师长刘兴，第5师师长叶琪，第6師（獨立師）师长贺龙，教导师师长周斓，鄂军第1师师长夏斗寅。

### 湖南軍閥時期（1926—1928）
1926年7月，國民革命軍第八軍參加國民革命軍北伐，攻佔長沙（第二次长沙战斗）、岳州（第三次岳州战斗）等地。9月6日，攻克漢陽。1927年4月，由李品仙任軍長。
在攻陷武漢後，鄂军第1师脫離部隊改組為國民革命軍獨立第14師。

1927年2月，第2師、第5師抽離改組為國民革命軍陸軍第三十五軍；第4師、教導師抽離部隊成為國民革命軍陸軍第三十六軍。第八軍僅剩第3師與第6師。
1928年8月，該軍被縮編為國民革命軍第51師。

### 第二次湖南軍閥時期（1929—1931）
1929年3月，唐生智以51師與國民革命軍第53師合編為第八軍，軍長李品仙。同年夏，該軍移駐河南，李品仙因病離職，由劉興任軍長。12月，第八軍進至河南確山時被擊敗，唐再度下野，該軍被蔣介石派兵收編。1930年春，蔣以原湘軍葉開鑫部與新編第五十二師、新編第五二十一師合編為第八軍。該軍組成後，即隨第二路軍參加中原大戰。1931年1月，在中原大戰結束後，番號撤銷。

### 中央軍（浙江系軍閥）時期（1931—1935）
1931年6月下旬，由國民革命軍第二軍下屬的國民革命軍第6師擴編為第八軍，軍長由師長趙觀濤兼任，沒有其它師級部隊調入。
成軍後調入江西省與中國工農紅軍第十軍交戰，民國二十二年（1933）第6師師長職由副師長周碞升任。在紅十軍團根據地遭到破壞後，改編入第五次圍剿戰爭序列，在該戰爭中之洵口戰役第6師一部分部隊遭到中國工農紅軍第三軍團擊潰，第18旅旅長葛鍾山遭俘虜。在圍剿戰爭後續的懷玉山之戰，第6師成功阻擊紅十軍團，擒獲軍團指揮官方志敏，因此戰功趙觀濤獲勳一等寶鼎勳章。
在第五次圍剿戰爭結束後，第6師在江西休整。1935年8月，軍長趙觀濤因病請職軍長職務，該軍番號撤銷。第6師在抗日戰爭中擴編為國民革命軍陸軍第七十五軍，此後未運用第八軍番號。

### 中央軍時期（1937—1940）
1937年8月，因應中國抗日戰爭需要，國民革命軍第166師和國民政府財政部稅警總團編為第八軍，由黃杰任軍長。該軍編成後，隸屬國民革命軍第五集團軍，參加淞滬會戰。因兰封会战作战不力，1938年6月，調往廣西，黃杰被撤職查辦，該軍番號撤銷。
1938年6月，由國民革命軍第二軍隸屬的國民革命軍第3師與預備第2師（師長陳明仁）、預備第11師（師長趙定昌）在湖北編成第八軍，李玉堂任軍長。該軍組成後，即開赴江西。1939年6月，隸屬第九戰區指揮。1940年5月，因第九戰區決定集中重點部隊增強戰力，第八軍的軍直轄部隊及核心戰力第3師移編給國民革命軍第十軍，預2師與預11師收回軍委會統轄，第八軍自然解編。

### 中央軍時期（1941—1948）
1941年5月，國民革命軍新編第十一軍改編為第八軍。鄭洞國任軍長。1943年1月，何紹周接任軍長。2月，該軍由湖南開往貴州整訓。1948年9月，李彌任第八軍軍長。
1948年12月初，李彌免除兼職，由周開成任軍長。1949年1月10日，該軍大部在陳官莊附近被殲，周開成被俘。其殘部運至福州後重建第八軍，隸屬第六編練司令部。李彌任軍長。8月，福州淪陷，該軍撤至雲南。12月，雲南省政府主席盧漢在昆明倒戈時，曾將李彌和第二十六軍軍長余程萬綁架，要求兩人一起投共，兩人先假意配合，說願意帶著部隊一起投共，於是盧漢就先放走兩人讓他們去和第八軍與第二十六軍聯繫，沒想到後來兩人帶著第八軍與第二十六軍共同向昆明猛攻。1950年1月，第八軍與第二十六軍在雲南大部份被殲，殘部撤入滇緬邊境地區，形成後來的泰緬孤軍。